# Brown megye (Kansas)
Brown megye az Amerikai Egyesült Államokban, azon belül Kansas államban található. Megyeszékhelye és legnagyobb városa Hiawatha. Lakosainak száma 9508 fő (2020. április 1.). Brown megye Richardson, Doniphan, Atchison, Jackson és Nemaha megyékkel határos.

## Népesség
A megye népességének változása:
| Lakosok száma | 9981 | 9987 | 9909 | 9997 | 9776 | 9508 |
|               | 2010 | 2011 | 2012 | 2013 | 2015 | 2020 |